# Uwe Seeler
Uwe Seeler (Hamburg, 1936. november 5. – Norderstedt, 2022. július 21.) német labdarúgó, korának egyik legjobb csatára, a német labdarúgó-válogatott örökös kapitánya.

## Pályafutása
Kilencévesen, 1946-ban kezdődött pályafutása a Hamburger SV csapatában. 1953-ban, mindössze 16 évesen játszotta első felnőtt meccsét. Egy évvel később a Német Labdarúgó-szövetség külön jóváhagyásával a HSV ligacsapatába került. 1954. augusztus 29-én lőtte első gólját az Északnémet-bajnokságban. Ugyanebben az évben, még tizennyolcadik születésnapja előtt meghívót kapott a nemzeti válogatottba is, amelynek 1961-től kapitánya volt. Négy világbajnokságon vett részt, összesen 21 világbajnoki meccsen lépett pályára és mind a négyen gólt is szerzett. A válogatottságtól 1970. szeptember 9-én vonult vissza. A Hamburger SV színeiben 239 bajnoki mérkőzésen 137 gólt lőtt. 1972-ben vonult vissza a tiszteletére a Világválogatott és a HSV által Hamburgban rendezett mérkőzése alkalmával.

## Sikerei, díjai
- Világbajnoki ezüstérem – 1966
- Világbajnoki bronzérem – 1970
- KEK-ezüstérem – 1968
- Német bajnok – 1960
- Német bajnoki ezüstérmes – 1957, 1958
- Német-kupa-győzelem – 1963
- Német-kupa-ezüstérem – 1956, 1967

## Labdarúgó karrierje után
Visszavonulása után Seeler az Adidas sportszergyártó cég arcaként szerepelt és tulajdonosa lett egy kisebb ruhákat gyártó vállalkozásnak. Megalapította az egykori német profi labdarúgókat tömörítő szervezetet, a nevét viselő Uwe Seeler Traditionselfet, amely évente 15 jótékonysági mérkőzést játszik. 1995 és 1998 között a Hamburger SV elnöke volt. Elnöki tevékenysége során nem tudta megakadályozni, hogy a csapat környékén különböző személyek kétes ügyleteket vigyenek véghez. 2003-ban jelentette meg önéletrajzi kötetét Danke Fußball (Köszönöm, labdarúgás!) címmel. Ugyanebben ez évben november 3-án Hamburg város díszpolgárává avatták.